# Frazier International History Museum
Le Frazier International History Museum, anciennement Frazier Historical Arms Museum est un musée d'histoire spécialisé dans les armes et les armures, situé dans le quartier de Downtown, à Louisville, dans le Kentucky.

## Historique
Le musée a ouvert ses portes le 22 mai 2004 et a accueilli depuis plus de 700 000 visiteurs. Il est nommé en hommage à son fondateur Owsley Brown Frazier (en).
Il possède près de 7 000 m2 d'expositions sur trois étages, un auditorium de 120 places et un cinéma de 48 places.

## Collections

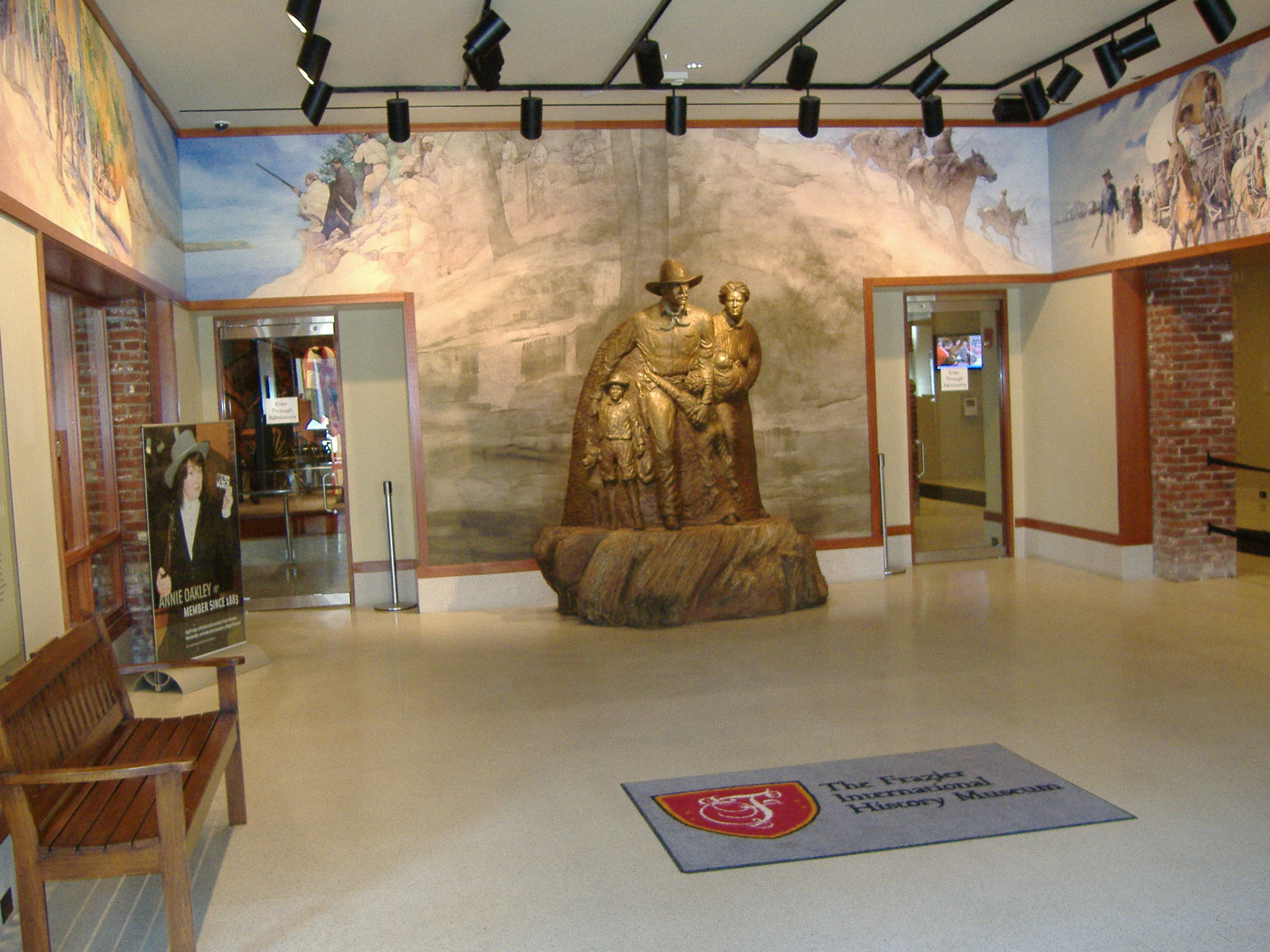
Le hall d'accueil du musée

Le musée est spécialisé dans les collections d'armes et d'armures en provenance des États-Unis et du Royaume-Uni, sur une période de 1 000 ans. On y trouve des boucliers, des épées, des armures et autres armes médiévales.
Le musée abrite en permanence une exposition du très ancien musée britannique Royal Armouries. Il s'agit du seul musée en dehors du Royaume-Uni à présenter des collections de ce musée.
On peut y découvrir une arme de George Washington, le fusil de chasse de Theodore Roosevelt, des objets de Buffalo Bill et de Jesse James.